# Enicospilus taxus
Enicospilus taxus là một loài tò vò trong họ Ichneumonidae.